# Logan (Ohio)
Logan é uma cidade localizada no estado norte-americano de Ohio, no Condado de Hocking.

## Demografia
Segundo o censo norte-americano de 2000, a sua população era de 6704 habitantes.
Em 2006, foi estimada uma população de 7368, um aumento de 664 (9.9%).

## Geografia
De acordo com o United States Census Bureau tem uma área de
8,0 km², dos quais 8,0 km² cobertos por terra e 0,0 km² cobertos por água. Logan localiza-se a aproximadamente 231 m acima do nível do mar.

## Localidades na vizinhança
O diagrama seguinte representa as localidades num raio de 20 km ao redor de Logan.